# Lasiurus salinae
Lasiurus salinae (Thomas, 1902) è un pipistrello della famiglia dei Vespertilionidi diffuso nell'America meridionale.

## Descrizione

### Dimensioni
Pipistrello di piccole dimensioni, con la lunghezza della testa e del corpo di 59 mm, la lunghezza dell'avambraccio tra 39 e 42 mm, la lunghezza della coda di 47 mm, la lunghezza del piede di 10 mm, la lunghezza delle orecchie di 11 mm.

### Aspetto
La pelliccia è lunga e densa. Le parti dorsali variano dal rossastro al bruno-nerastro, mentre le parti ventrali sono più scure. Il muso è appuntito e largo, dovuto alla presenza di due masse ghiandolari sui lati. Le orecchie sono corte, arrotondate e ben separate. Il trago è corto, stretto, con l'estremità arrotondata e curvato in avanti. Le membrane alari sono marroni scure, più chiare lungo le ossa alari. La punta della lunga coda si estende leggermente oltre l'ampio uropatagio, il quale è cosparso di lunghi peli dello stesso colore del dorso. 

## Biologia

### Comportamento
Si rifugia nelle cavità degli alberi a circa 2 metri dal suolo.

### Alimentazione
Si nutre di insetti.

### Riproduzione
Una femmina è stata catturata insieme a quattro piccoli.

## Distribuzione e habitat
Questa specie è diffusa nell'Argentina settentrionale, Uruguay nord-occidentale e nello stato brasiliano del Rio Grande do Sul. Probabilmente è presente anche in Paraguay.
Vive nella vegetazione intorno alle zone saline.

## Conservazione
Questa specie è considerata dalla IUCN sinonimo di L.blossevillii.